# Keitaansaari (ö i Mellersta Finland, Joutsa)
Keitaansaari är en ö i Finland. Den ligger i sjön Tammijärvi och Hauha och i kommunen Luhango i den ekonomiska regionen  Joutsa ekonomiska region  och landskapet Mellersta Finland, i den södra delen av landet, 190 km norr om huvudstaden Helsingfors. Öns area är 1,6 hektar och dess största längd är 280 meter i nord-sydlig riktning.